# Волков, Владимир Михайлович (политик)
Владимир Михайлович Волков (род. 26 декабря 1975, Люберцы) — глава городского округа Люберцы Московской области.

## Биография
Владимир Михайлович Волков родился 26 декабря 1975 года в городе Люберцы Московской области в семье энергетика и педагога дошкольного образования.
В 1990 окончил Люберецкую среднюю школу № 8, а затем ПТУ № 124. В 2011 году окончил Московский педагогический государственный университет по специальности «Юриспруденция», в 2017 году — Московский социально-педагогический институт по специальности «Государственное и муниципальное управление».
Трудовой путь начал в 1993 году. С 1994 года работал технологом предприятия «Совмехкастория», в 1997 году организовал собственное предприятие в сфере обслуживания. С 2003 года являлся руководителем ряда предприятий по производству строительных материалов.

## Политическая карьера
С 2009 по 2013 годы — депутат Совета депутатов города Люберцы, председатель комитета по нормотворчеству.
С сентября 2013 по ноябрь 2016 года — глава городского поселения Красково Люберецкого района Московской области.

### В Ярославской области
С 24 ноября 2016 года — исполняющий обязанности главы Переславля-Залесского. 10 августа 2017 года избран на пост главы Переславля-Залесского.
8 июля 2018 года возглавил Переславский район после принятия областной Думой закона об объединении Переславля-Залесского и Переславского муниципального района.
3 октября 2018 года был назначен заместителем мэра города Ярославля по вопросам градостроительства. 4 октября 2018 года приступил к исполнению обязанностей мэра города Ярославля в связи с переходом мэра В. В. Слепцова на работу в Московскую область. 5 декабря 2018 года был избран мэром Ярославля на заседании муниципалитета города Ярославля VII созыва. 16 мая 2022 года стало известно о том, что Волков покидает свой пост. 17 мая 2022 года полномочия Волкова были прекращены досрочно в связи с отставкой по собственному желанию.

### Люберцы
18 мая 2022 года назначен на должность первого заместителя главы городского округа Люберцы Московской области. 10 октября 2022 года Волков назначен на должность главы городского округа Люберцы Московской области.

## Личная жизнь
Женат, четверо детей.